# Vítkov (nádraží)
Vítkov je dopravna D3 (někdejší železniční stanice) ve stejnojmenném městě v okrese Opava v Moravskoslezském kraji. Leží na železniční trati Suchdol nad Odrou – Budišov nad Budišovkou. Dopravna je situována na ulici Švermova při výjezdu z města směrem k přilehlé obci Klokočov.

## Provoz ve stanici
Stanice Vítkov byla slavnostně otevřena roku 1891. Původně byla plánována stavba úzkorozchodné trati z Opavy do Vítkova.
Nádraží je zapojeno do systému ODIS jako zóna č. 85. Stanici obsluhují vlaky linky S33 ve dvouhodinovém taktu.
V letech 2017–2019 prošlo celé nádraží rozsáhlou rekonstrukcí. V rámci této rekonstrukce byl stržen již nepoužívaný dřevěný železniční sklad nacházející se v těsné blízkosti nádraží. Přidružená budova patřící Správě železnic dostala nový žlutý nátěr a na hlavní nádražní budově bylo opraveno střešní podbití, vyměněny okna a dveře a došlo k položení nové vrstvy cihel na celou budovu. Součástí této rekonstrukce byla i úprava okolí a přesun toalet zpět do hlavní budovy. Celé nádraží je nyní koncipováno do své původní podoby, včetně znovu navrácených cedulí na obou štítech nádražní budovy.
Počátkem roku 2020 byly na vjezdech do dopravny instalovány samovratné výhybky, které značně usnadnily a urychlily dopravu v dopravně. Předtím byly výhybky přestavovány ručně obsluhou vlaku jedoucího ze Suchdola nad Odrou do Budišova nad Budišovkou. V opačném směru byla vlaková cesta volná.

## Služby ve stanici
Cestujícím jsou ve stanici poskytovány následující služby: mezinárodní a vnitrostátní pokladní přepážka, platba v eurech a kartou, bezbarierové WC a prostory pro cestující.

## Vlaky
Vítkov obsluhují pravidelné osobní vlaky Českých drah, konkrétně motorové vozy řady 810, od roku 2020 pak modernizované řady 811 v modrém nátěru (Najbrt).[zdroj?]
Vlaky jedoucí do Suchdola nad Odrou zastavují na 2. koleji. Vlaky jedoucí do Budišova nad Budišovkou zastavují na 3. koleji. První kolej je využívána především pro potřeby SŽ, která zde odstavuje služební vozy při probíhajících opravách na trati.[zdroj?]

## Galerie

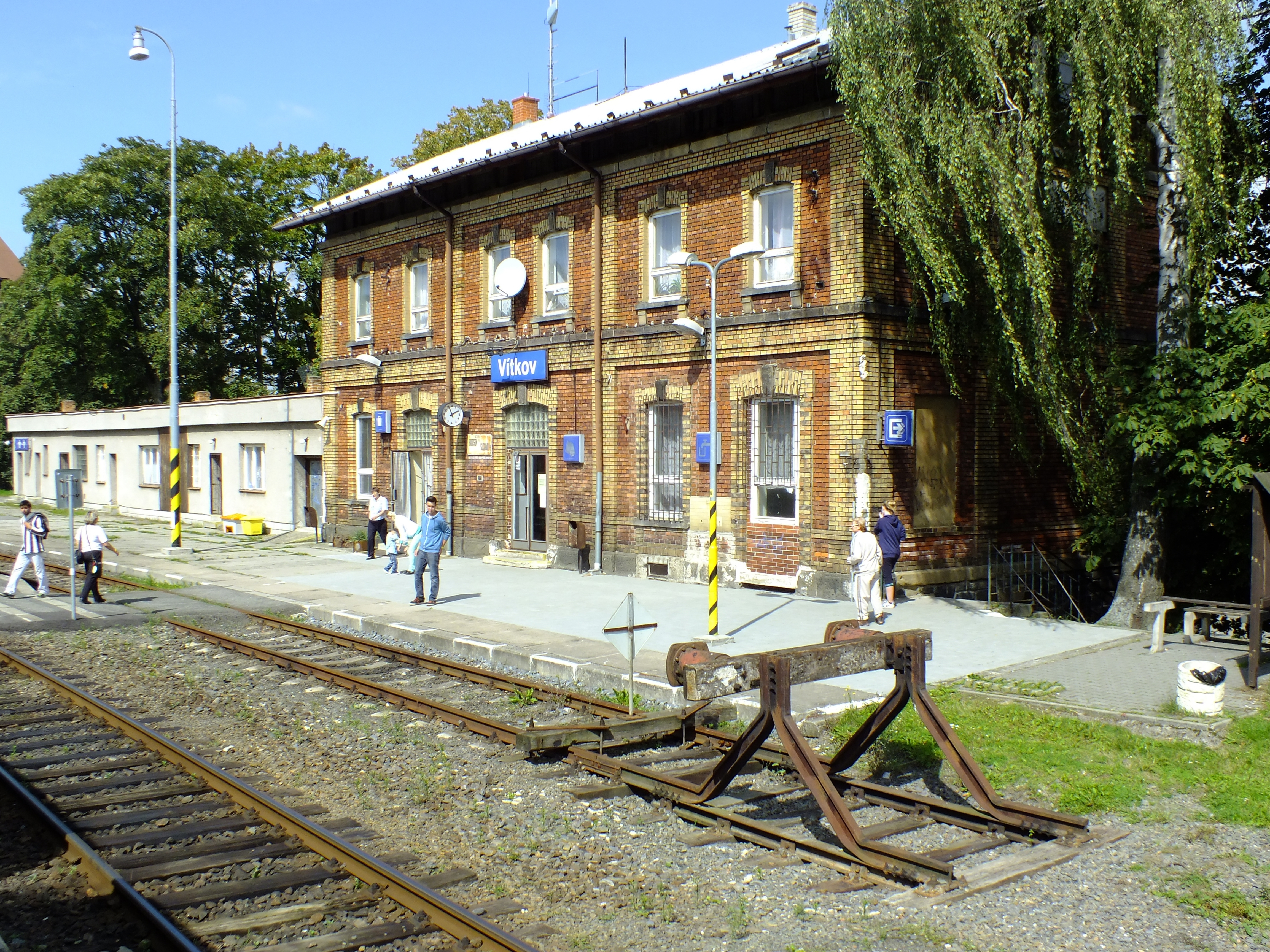
Nádraží a jeho okolí před započetím celé rekonstrukce
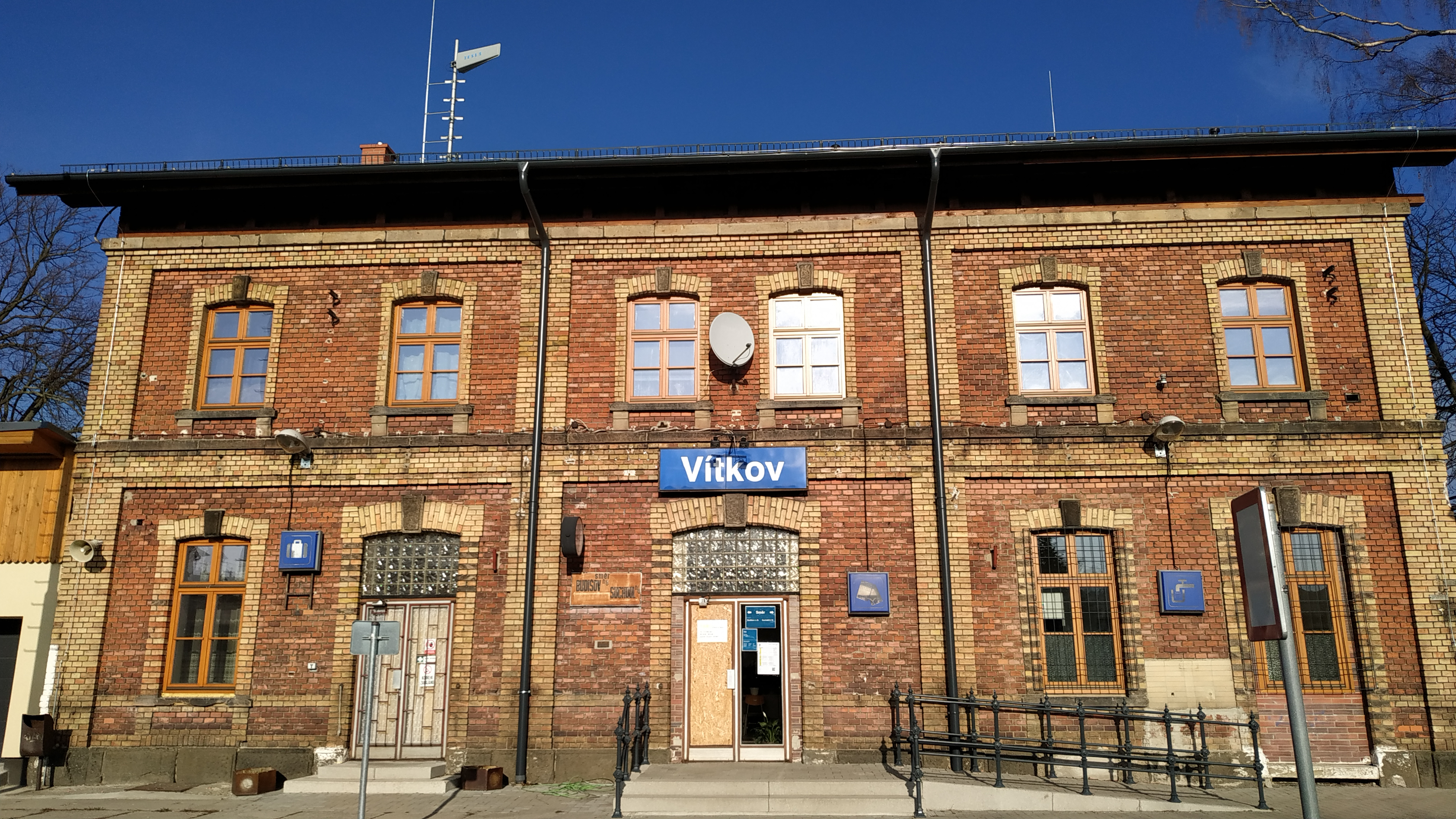
Hlavní budova nádraží před proběhlou rekonstrukcí
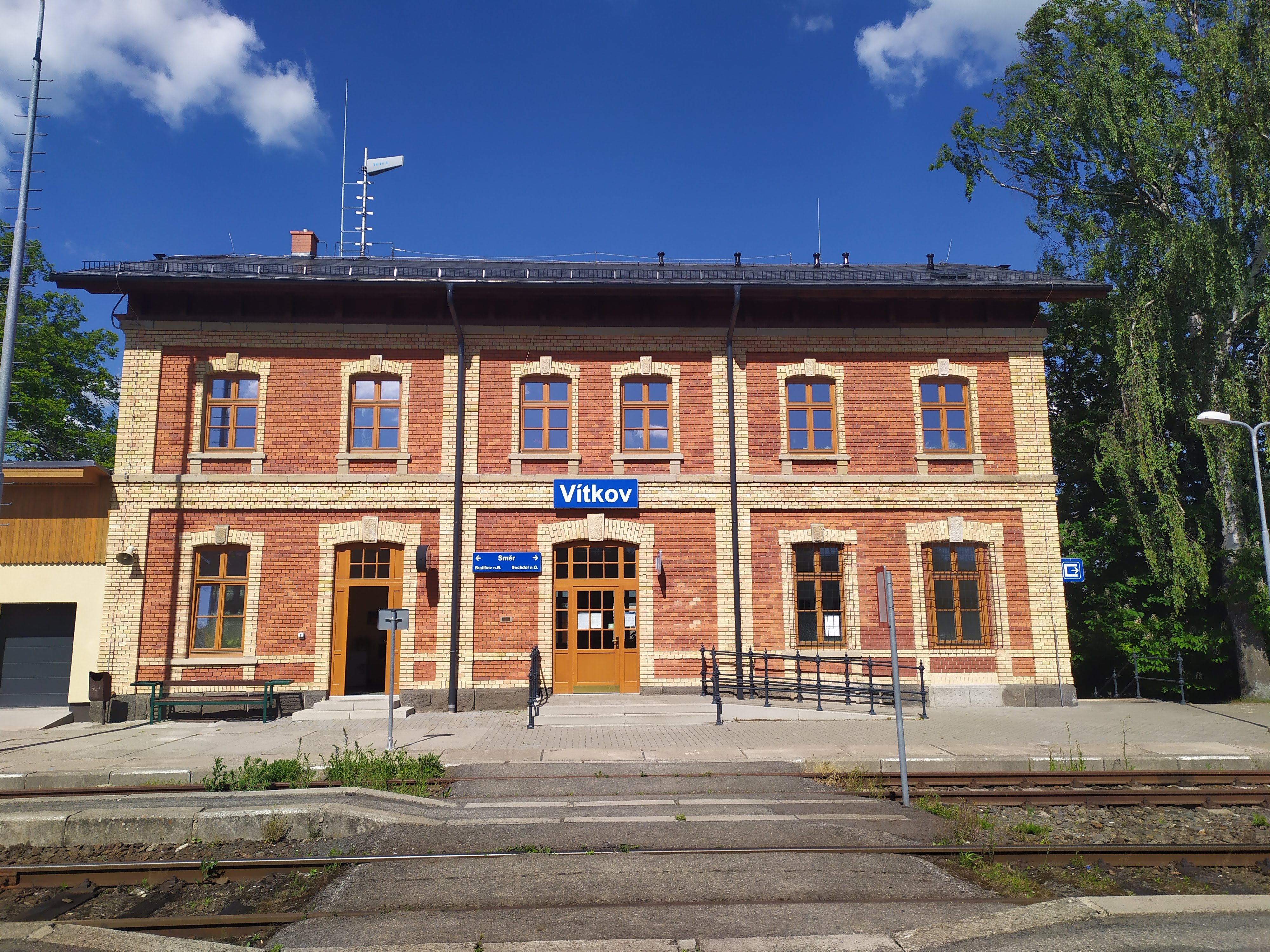
Zrekonstruovaná budova Vítkovského nádraží
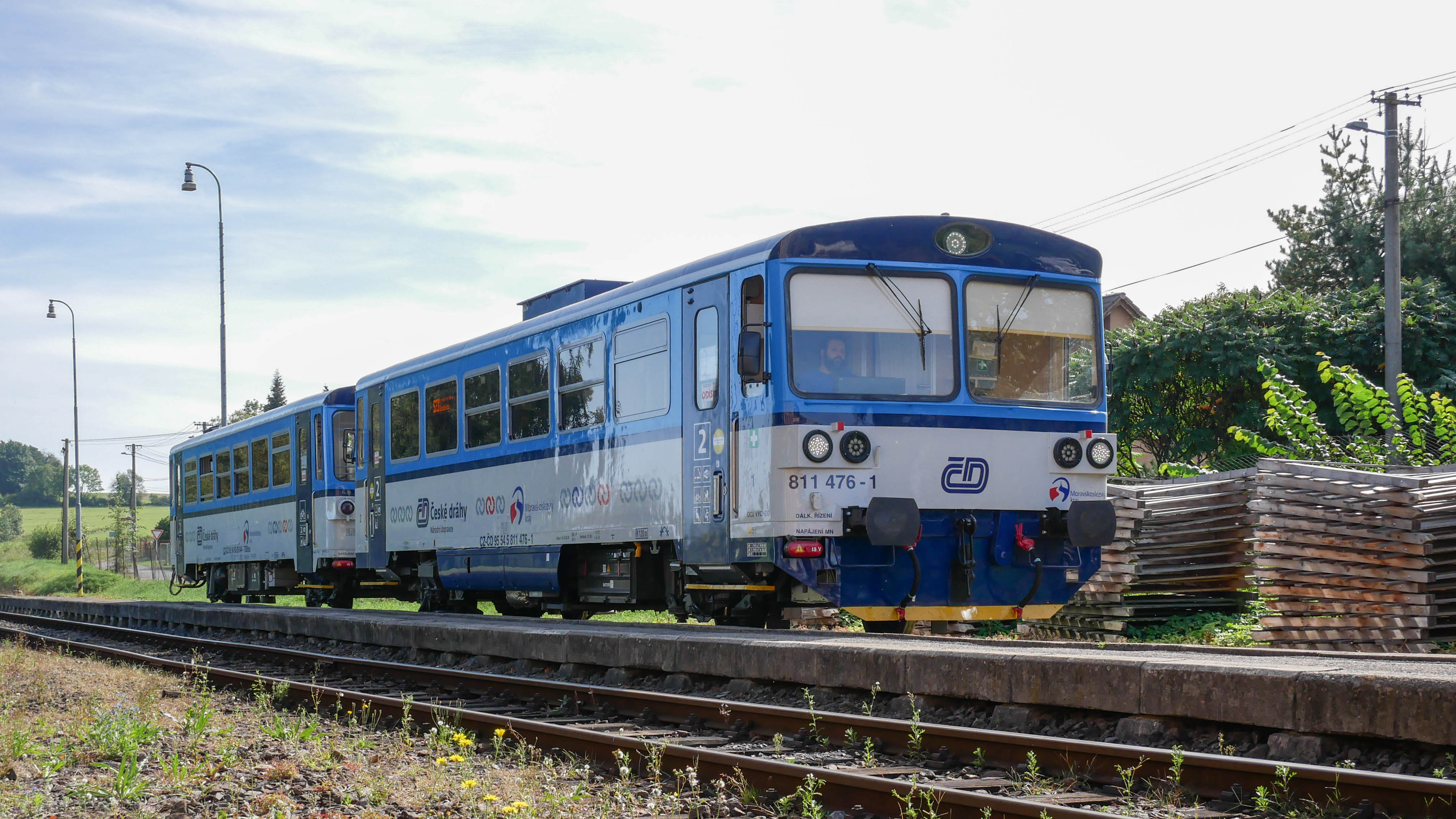
Motorový vůz 811 (2020) v dopravně Vítkov
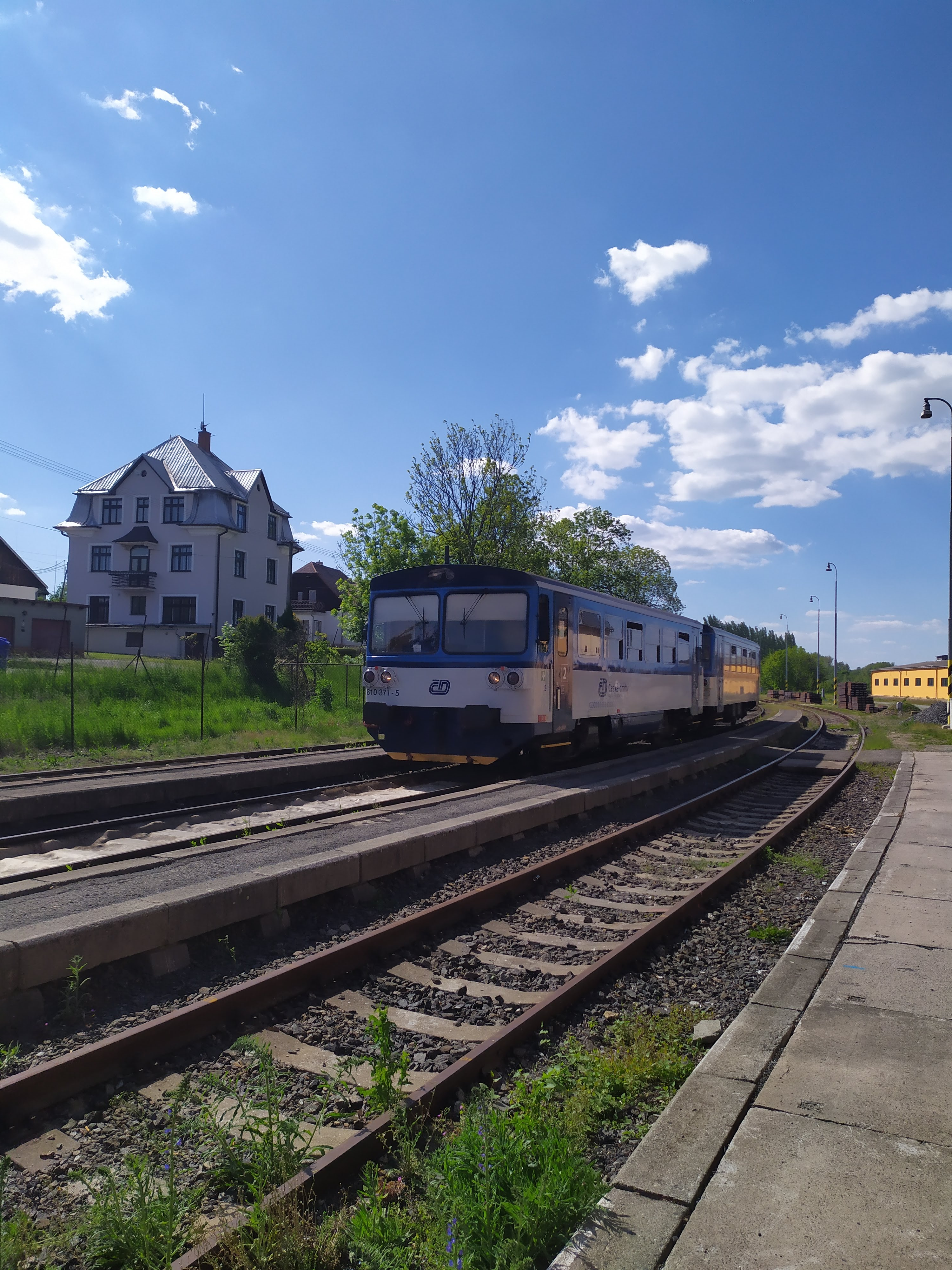
Motorový vůz ř. 810 v nátěru Najbrt